# Riwnenśki lіsowi zubry
Riwnenśki lіsowi zubry (ukr. Рівненські лісові зубри) – ukraiński klub szachowy z siedzibą w Równem.

## Historia
Klub został założony w 2008 roku i z założenia miał reprezentować obwód rówieński na szczeblu krajowym i międzynarodowym. W latach 2008–2009 zajął czwarte miejsce w mistrzostwach Ukrainy. W sezonie 2010 klub zdobył wicemistrzostwo Ukrainy, ulegając jedynie A DAN DZO & PGMB Czernihów. Następnie zespół rywalizował w Pucharze Europy. Po zwycięstwach nad White Rose Chess Club, Tammer-Shakki, Glasinacem Sokolac i LugPokerChess Ługańsk, remisie z G-Teamem Nový Bor oraz porażkach z SzSM-64 Moskwa i Jugrą Chanty-Mansyjsk ukraiński klub zajął dwunaste miejsce w klasyfikacji. W 2011 roku klub nie przystąpił do rozgrywek ligowych.

## Arcymistrzowie w historii klubu
- Eduard Andriejew[7]
- Ołeksandr Areszczenko[8]
- Jurij Drozdowski[8]
- Zachar Jefimenko[8]
- Dmytro Kononenko[7]
- Adam Tuchajew[9]